# ماريو غارسيا فالديز
ماريو غارسيا فالديز (بالإسبانية: Mario García Valdez)‏ هو محامي مكسيكي، ولد في 1963 في تاموين ‏ في المكسيك.